# رجل أبيض (فلم 1924)
رجل أبيض (بالإنجليزية: White Man) فيلم دراما أمريكي صامت تم إنتاجه في الولايات المتحدة وصدر في سنة 1924. من بطولة كينيث هارلان وكلارك غيبل.

## روابط خارجية
- مقالات تستعمل روابط فنية بلا صلة مع ويكي بيانات